# Gilles Müller
Gilles Müller (Schifflange, Luxemburg; 1983. május 9. –) luxemburgi hivatásos teniszező. Juniorként világelső és US Open-győztes volt 2001-ben. Ő Luxemburg legsikeresebbb teniszezője. Eddigi karrierje során két egyéni ATP-döntőt játszott. Legjobb meccseit nagy játékosok ellen játssza: legyőzte Andy Roddickot a 2005-ös US Open első fordulójában, Rafael Nadalt a 2005-ös wimbledoni teniszbajnokság második fordulójában és Andre Agassi felett is aratott győzelmet egyszer.

## ATP-döntői

### Egyéni

#### Elvesztett döntői (2)
|   | Dátum               | Torna                                       | Borítás | Ellenfél a döntőben | Eredmény a döntőben |
| 1 | 2004. augusztus 16. | Legg Mason Tennis Classic, Washington, D.C. | Kemény  | Lleyton Hewitt      | 3-6, 4-6            |
| 2 | 2005. július 25.    | Countrywide Classic, Los Angeles            | Kemény  | Andre Agassi        | 4-6, 5-7            |